# Lars-Börje Eriksson
Lars-Börje Eriksson (* 21. Oktober 1966 in Åre) ist ein ehemaliger schwedischer Skirennläufer. Ende der 1980er und Anfang der 1990er Jahre gehörte er zu den erfolgreichsten Super-G- und Riesenslalomläufern der Welt.
Zu Beginn seiner Karriere feierte der damals knapp 22-jährige Eriksson einen seiner größten Erfolge: die Bronzemedaille im Super-G bei den Olympischen Winterspielen 1988 in Calgary. Darüber hinaus feierte er zwei Siege im Skiweltcup. Im Training zur Weltcupabfahrt von Gröden (Italien) verletzte sich Eriksson im Dezember 1990 bei einem Sturz schwer, er trat zwar zu den Weltmeisterschaften 1991 an (wo er sich im Abfahrtstraining er erneut verletzte), in den Weltcup ist er nicht mehr zurückgekehrt.

## Weltcupsiege
| Datum            | Ort     | Land       | Disziplin    |
| ---------------- | ------- | ---------- | ------------ |
| 18. Februar 1989 | Aspen   | USA        | Super-G      |
| 11. August 1989  | Thredbo | Australien | Riesenslalom |